# 中日对囊蕨
中日对囊蕨（学名：Athyriopsis kiusiana）也称
中日假蹄盖蕨，为蹄盖蕨科对囊蕨属下的一个种。